# Живково (Софийская область)
Живково (болг. Живково) — село в Болгарии. Находится в Софийской области, входит в общину Ихтиман. Население составляет 547 человек.

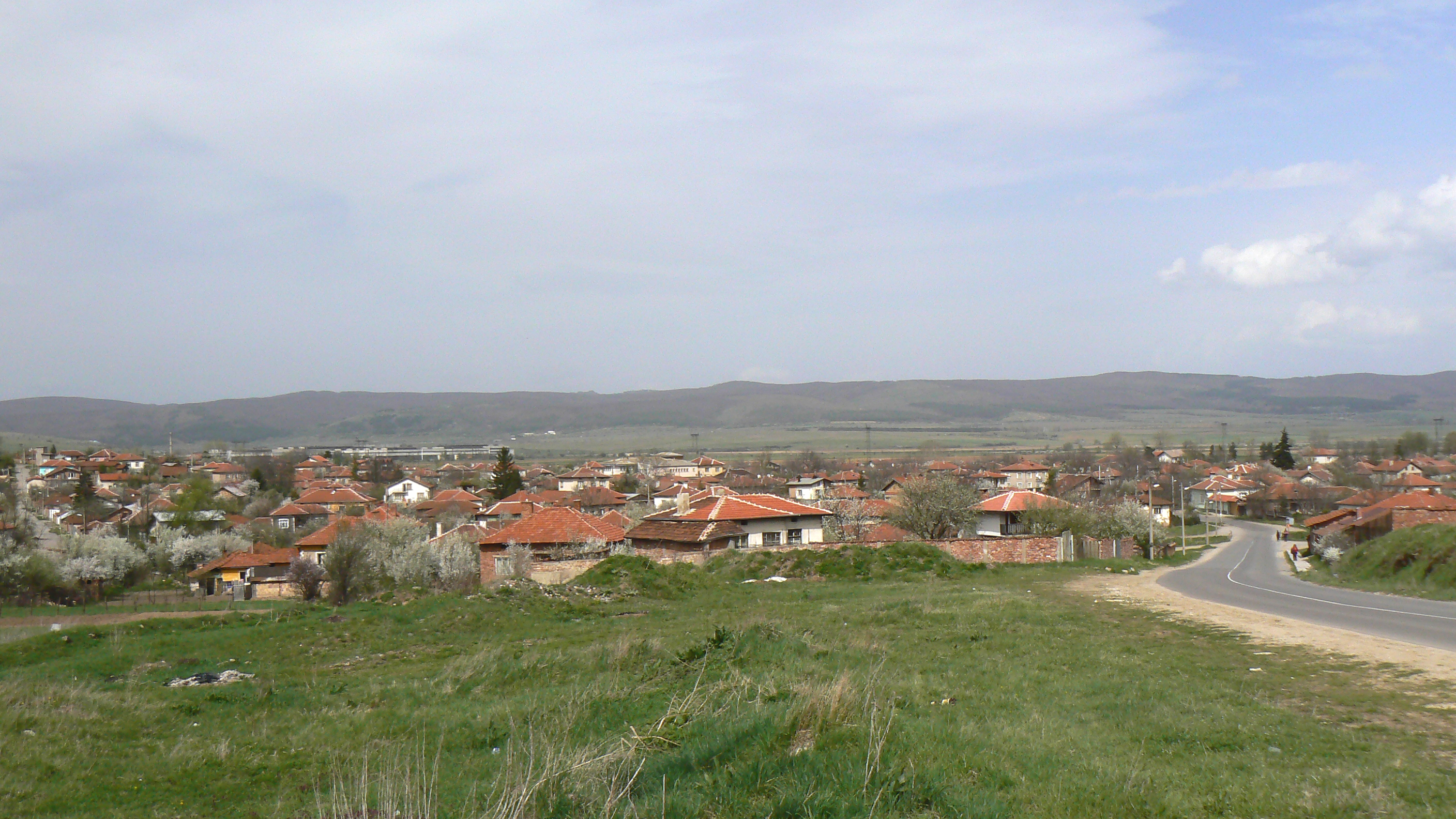

## Политическая ситуация
В местном кметстве Живково, в состав которого входит Живково, должность кмета (старосты) исполняет Иван Крыстев Зафиров (коалиция в составе 2 партий: Демократы за сильную Болгарию (ДСБ), Союз демократических сил (СДС)) по результатам выборов.
Кмет (мэр) общины Ихтиман — Маргарита Иванова Петкова (Болгарская социалистическая партия (БСП)) по результатам выборов.